# 天主教布拉柴維爾總教區
天主教布拉薩維爾總教區（拉丁語：Archidioecesis Brazzapolitana）是剛果共和國一個羅馬天主教教省總教區，下轄八個教區。該總教區是該國唯一一個總教區。
法屬剛果宗座代牧區於1886年6月4日設立，1955年9月14日升為總教區。
總教區管轄包括首都布拉薩維爾和普爾省的恩加貝縣，2006年時有431,225名教友（佔轄區總人口56.9%）、四十個堂區和104名司鐸。現任總主教為亞諾多列·米兰多，助理總主教為比恩維努·馬納米卡·巴福阿庫阿烏。